# China Railways 8G
A China Railways 8G sorozat egy kínai 25 kV 50 Hz váltakozó áramú, Bo'Bo'+Bo'Bo' tengelyelrendezésű kétszekciós villamosmozdony-sorozat. Az oroszországi Novocserkasszki Villamosmozdonygyár összesen 96 db-ot gyártott belőle 1987 és 1990 között a China Railways részére.